# شوتا فوجساكي
شوتا فوجساكي (باليابانية: 藤﨑 将汰) (10 يناير 1994 في طوكيو في اليابان – )؛ هو لاعب كرة قدم ياباني سابق كان يلعب كمدافع.

## وصلات خارجية
- شوتا فوجساكي على موقع رابطة كرة القدم اليابانية للمحترفين (اليابانية)
- شوتا فوجساكي على موقع Soccerway.com (الإنجليزية)